# Filippo Maria Visconti

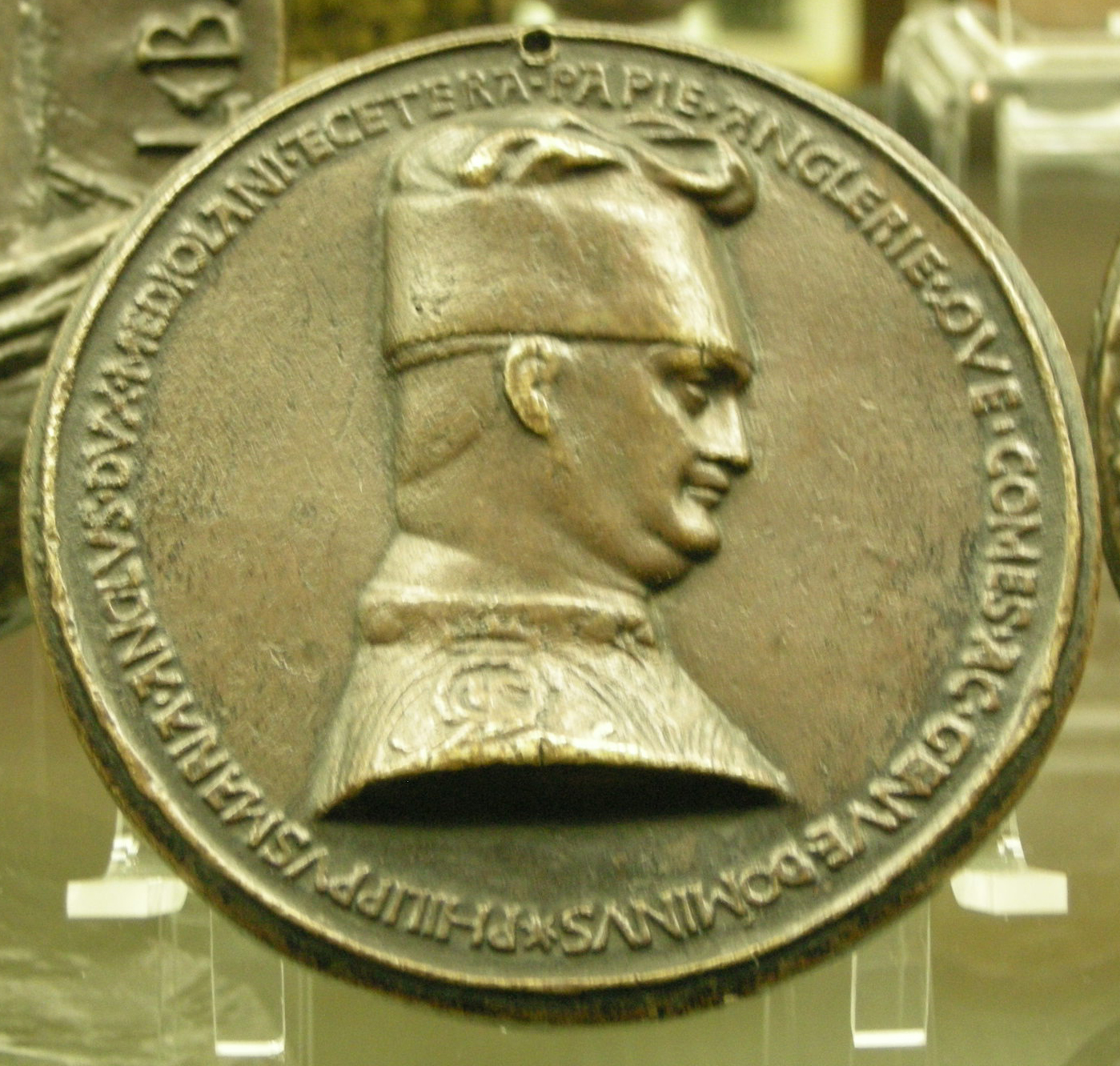
Filippo Maria Visconti auf einer Medaille Pisanellos

Filippo Maria Visconti (* 23. September 1392; † 13. August 1447) aus der Familie Visconti war der jüngere Sohn von Gian Galeazzo Visconti.

## Leben
Seit 1402 nominell Regent von Pavia, folgte er 1412 seinem grausamen Bruder Giovanni Maria Visconti als Herzog von Mailand nach. Ähnlich grausam und darüber hinaus äußerst empfindsam in Bezug auf seine eigene Hässlichkeit, war er kein großer Politiker und beschränkte sich darauf, so mächtige Condottieri wie Francesco Bussone da Carmagnola, Niccolò Piccinino und Francesco Sforza die Lombardei regieren zu lassen. 
Durch die Heirat mit Beatrice di Tenda im Jahr 1412, der Witwe des Condottiere Facino Cane de Casale, der seinem Bruder gedient hatte, erhielt Filippo Maria nahezu eine halbe Million Florin sowie Facinos Truppen. Beatrice war die Tochter des Wilhelm Lascaris di Ventimiglia, Graf von Tenda, dessen ligurische Familie in weiblicher Linie von dem abgesetzten byzantinischen Kaiserhaus der Laskariden abstammte. 1418 wurde Beatrice unter dem Vorwurf des Ehebruchs mit Michele Orombelli verhaftet und auf der Burg Binasco enthauptet. Ihr tragisches Schicksal wurde 1833 in der Oper Beatrice di Tenda von Vincenzo Bellini verarbeitet.
In zweiter Ehe heiratete Filippo Maria am 2. Dezember 1427 Maria von Savoyen († Februar 1479), die Tochter des Herzogs Amadeus VIII. Beide Ehen blieben kinderlos. Die Mutter seiner unehelichen Tochter Bianca Maria (* um 1424; † 23. Oktober 1468) war Agnes del Maino († nach 13. August 1447), Tochter des Ambrosio del Maino.
Filippo Maria Visconti starb 1447 als der letzte Visconti in männlicher Linie. Ihm folgte im Herzogtum, nach der kurzlebigen ambrosianischen Republik, 1450 Francesco Sforza, der am 25. Oktober 1441 Filippo Marias Tochter Bianca Maria geheiratet hatte (siehe Sforza).
Durch sein Interesse an luxuriösen Spielkarten wurde Filippo Maria Visconti in der Neuzeit bekannter als durch seine politisch nicht unbedeutende Rolle in der frühen Renaissance. Er war vermutlich Auftraggeber eines besonders teuren Satzes von Karten, es wird die unglaubliche Summe von 1500 Dukaten genannt. Dieser (nicht erhaltene) Kartensatz gehörte wohl zur Gruppe der Visconti-Sforza-Trionfikarten, einer frühen Form der Tarotkarten.